# Lisa Tetzner
Œuvres principales
- Les Frères noirs (1940)
- Erlebnisse und Abenteuer der Kinder aus Nr. 67 (1933-1949)

Therese Pauline Elise dite Lisa Tetzner, née le 10 novembre 1894 à Zittau en Allemagne et morte le 2 juillet 1963 à Carona (Suisse italienne), est un auteur germano-suisse de littérature pour la jeunesse (contes de fée et fantastique). Elle écrit parfois avec son époux Kurt Held.
Elle est principalement connue pour Les Frères noirs (Die schwarzen Brüder, 1940), un classique de la littérature de langue allemande pour la jeunesse qui s'inspire de la véridique et tragique histoire, en Suisse, des enfants ramoneurs vendus comme esclaves en Italie de 1850 à 1920 et durement exploités et maltraités.

## Biographie
Fille de médecin, Lisa Tetzner contracte une coqueluche à l'âge de onze ans et souffre d'une inflammation articulaire du genou qui mène à la paralysie de son genou gauche. Elle remarchera après plusieurs années d'immobilité.
À 19 ans, contre l'avis de son père et malgré un état de santé fragile, elle va à la Soziale Frauenschule (de) à Berlin pour devenir auxiliaire de police. Elle s'inscrit à l'école de Max Reinhardt pour apprendre l'élocution et à l'université Humboldt de Berlin auprès d'Emil Milan, qui est professeur de diction. Il devient son mentor et la pousse à écrire des contes.
Lisa Tetzner rejoint les mouvements de jeunesse. Elle se consacre pleinement à l'écriture lorsqu'elle rencontre, en 1917, l'éditeur Eugen Diederichs (de). Elle situe ses premiers récits en Allemagne : en Thuringe, en Souabe et en Rhénanie.
En 1919, au cours d'un voyage en Thuringe, elle fait la connaissance de l'écrivain prolétarien allemand et membre du KPD Kurt Kläber. En 1921, elle est de nouveau alitée à cause d'une inflammation de la hanche droite. En 1924, elle épouse Kurt Kläber (il écrira sous le pseudonyme de Kurt Held le roman à succès Zora la rousse). En 1927, elle est nommée responsable des programmes pour la jeunesse de plusieurs radios allemandes.
En 1933, elle émigre avec son mari, qui est en conflit avec les nazis en raison de ses opinions politiques, à Carona, auprès de leurs amis Hermann Hesse et Bertolt Brecht. Les livres de Lisa Tetzner sont interdits en Allemagne.
En 1935, après une attaque du journal des SS, Das Schwarze Korps, elle perd son droit d'édition en Allemagne. En 1937, elle devient professeur de diction au séminaire de Bâle, où elle sera en poste jusqu'en 1955. En 1938, elle est déchue de sa nationalité allemande ; en 1948, elle et son époux reçoivent la nationalité suisse.
Dans les années 1950, Lisa Tetzner devient un des maîtres de la littérature fantastique pour la jeunesse, alors dominée par Fifi Brindacier d'Astrid Lindgren) et balbutiante en Allemagne. En 1957, elle traduit en allemand le premier tome de Le Monde de Narnia de C. S. Lewis.

## Œuvres traduites en français
- Hans et son lièvre enchanté, histoire d'un voyage autour du monde (Hans Urian oder Die Geschichte einer Weltreise, 1929) Publié en France en 1936, Paris : Éditions sociales internationales ; traduit par Pierre Kaldor[2]

- Le Bateau errant (Was am See geschah, 1935) Publié en Suisse romande en 1947, Neuchâtel : Delachaux et Niestlé, traduit par Gabriel Junod, illustré par Théo Glinz[3]

- Les Frères noirs (Die schwarzen Brüder, 1940-1941) Roman historique publié en France en 1983, éditions L'École des loisirs, traduit par Arthur Schwarz et Boris Moissard. Réédition en 2005 chez le même éditeur, traduit par Svea Winkler et Boris Moissard, illustré par Hannes Binder,  (ISBN 2-211-07486-3)). Paru sous le nom d'auteur de Lisa Tetzner, ce roman a été écrit en réalité par le mari de Lisa Tetzner, Kurt Held, lequel était alors interdit de publication. Classique de la littérature de langue allemande, l'œuvre s'inspire de l'histoire des petits ramoneurs de la vallée de Verzasca, en Suisse italienne qui, de 1850 à 1920, ont été vendus comme esclaves à Milan. Exploités et forcés à subir des sévices, ils ont pu s’échapper de leur misère grâce à l’amitié et à la solidarité de l’association constituée par « Les Frères noirs », surnom que se sont donné d'autres enfants ramoneurs[1].

- Cendrillon n'ira pas au bal (Das Mädchen in der Glaskutsche, 1957) Conte de fée publié en France en 1959 ; Paris : G. P., collection : Rouge et Or Dauphine no 135, traduit par G. Sellier-Leclercq, illustré par Luce Lagarde[4].Résumé : Jennifer est si pauvre que son papa, malade, ne peut rien lui offrir pour Noël et Dieu sait pourtant si Jennifer désire des patins à roulettes. Dans une triste promenade, elle trouve un portefeuille bien gonflé et, tout naturellement, le rapporte au Commissaire. Justement, un journaliste à la recherche d'un fait divers est témoin de l'honnêteté de la fillette et lui consacre un article, provoquant dès le lendemain, un élan de générosité de la part de tous les lecteurs. Comblée de cadeaux, Jennifer passera un joyeux Noël et fera son entrée au Bal de la Saint-Sylvestre dans un carrosse de cristal conduit par Charly, son camarade d'enfance, écuyer dans un cirque. Ce conte de fées moderne est écrit dans un style simple, plein d'humour et où les bons sentiments sont tout naturellement exposés.

- Les Plus Beaux Contes du monde (recueil)Adaptation française de Suzanne Engelson ; d'après les textes allemands de Lisa Tetzner ; Paris, Genève : Slatkine, Collection : Fleuron, 1995[5].

## Œuvre complète
Livres pour enfants, illustrés, contes de fées, pièces pour enfants
- Guckheraus, heißt mein Haus (1925)
- Das Märchen vom dicken, fetten Pfannkuchen (1925)
- Der Gang ins Leben (1926)
- Die sieben Raben (1928)
- Hans Urian oder Die Geschichte einer Weltreise (1929) (Hans et son lièvre enchanté, histoire d'un voyage autour du monde)
- Der große und der kleine Klaus (1929)
- Vom Märchenbaum der Welt (1929)
- Der Fußball (1932)
- Siebenschön (1933)
- Was am See geschah (1935) (Le Bateau errant)
- Die Reise nach Ostende (1936)
- Der Wunderkessel (1936)
- Belopazü (1938)
- Die schwarzen Brüder (1940) (Les Frères noirs)
- Sugus Märchenbuch (1950)
- Su – Die Geschichte der sonderbaren zwölf Nächte (1950)
- Der kleine Su aus Afrika (1952)
- Die schwarze Nuss (1952)
- Su und Agaleia (1953)
- Das Töpflein mit dem Hulle-Bulle-Bäuchlein (1953)
- Wenn ich schön wäre (1956)
- Das Mädchen in der Glaskutsche (1957) (Cendrillon n'ira pas au bal)

Série socio-politique pour la jeunesse
- Erlebnisse und Abenteuer der Kinder aus Nr. 67

L'œuvre majeure de Lisa Tetzner est la série Erlebnisse und Abenteuer der Kinder aus Nr. 67. Odyssee einer Jugend (litt., Les Expériences et les aventures des enfants du n°67. Odyssée d'un jeune), publiée entre 1933 et 1949. Le national-socialisme (nazisme) en Allemagne y est raconté du point de vue de l'enfance.
- - 1er volume : Erwin und Paul (1933)
  - 2e volume: Das Mädchen aus dem Vorderhaus (1948)
  - 3e volume: Erwin kommt nach Schweden (1941)
  - 4e volume: Das Schiff ohne Hafen (1943)
  - 5e volume: Die Kinder auf der Insel (1944)
  - 6e volume: Mirjam in Amerika (1945)
  - 7e volume: War Paul schuldig? (1945)
  - 8e volume: Als ich wiederkam (1946)
  - 9e volume: Der neue Bund (1949)

Reportages, écrits théoriques
- Vom Märchenenerzählen im Volk (1919)
- Auf Spielmanns Fährten und Wandertagen (1923)
- Im Land der Industrie, zwischen Rhein und Ruhr (1923)
- Im blauen Wagen durch Deutschland (1926)
- Das war Kurt Held. 40 Jahre Leben mit ihm (1961)
- Das Märchen und Lisa Tetzner. Ein Lebensbild (1966)

Biographie sur Kurt Held
- Das war Kurt Held. Vierzig Jahre Leben mit ihm (littéralement : Ainsi était Kurt Held. 40 années de vie avec lui, 1961)

Autres œuvres
- Deutsches Rätselbuch (1924)
- Die schönsten Märchen der Welt für 365 und einen Tag (1926-1927)
- Dänische Märchen (1948)
- Englische Märchen (1948)
- Französische Märchen (1948)
- Sizilianische Märchen (1950)
- Russische Märchen (1950)
- Negermärchen (1950)
- Indianermärchen (1950)
- Märchen der Völker (1950)
- Japanische Märchen (1950)
- Türkische Märchen (1950)
- Indische Märchen (1950)
- Bunte Perlen# Kindergeschichten aus aller Welt (1956)
- Das Märchenjahr (1956)
- Europäische Märchen (1958)

## Adaptations au cinéma et à la télévision
- 1984 : Die schwarzen Brüder, mini-série télévisée germano-suisse en six épisodes adaptée du roman Les Frères noirs.
- 1995 : Romeo no aoi sora (en japonais : ロミオの青い空, littéralement : Le Ciel bleu de Romeo), série télévisée d'animation japonaise en 33 épisodes réalisée par Kōzō Kusuba, d'après le roman Les Frères noirs. En Allemagne, la série a été diffusée sous le titre Die schwarzen Brüder (Les Frères noirs)[6].
- 2014 : Die schwarzen Brüder, film germano-suisse de Xavier Koller, adapté du roman Les Frères noirs.
- Plusieurs comédies musicales ont également été adaptées du roman Les Frères noirs.

## Sources
- (de) Cet article est partiellement ou en totalité issu de l’article de Wikipédia en allemand intitulé « Lisa Tetzner » (voir la liste des auteurs).
- Franziska Meister, « Tetzner, Lisa » dans le Dictionnaire historique de la Suisse en ligne, version du 19 février 2014.